# Comes tractus Argentoratensis

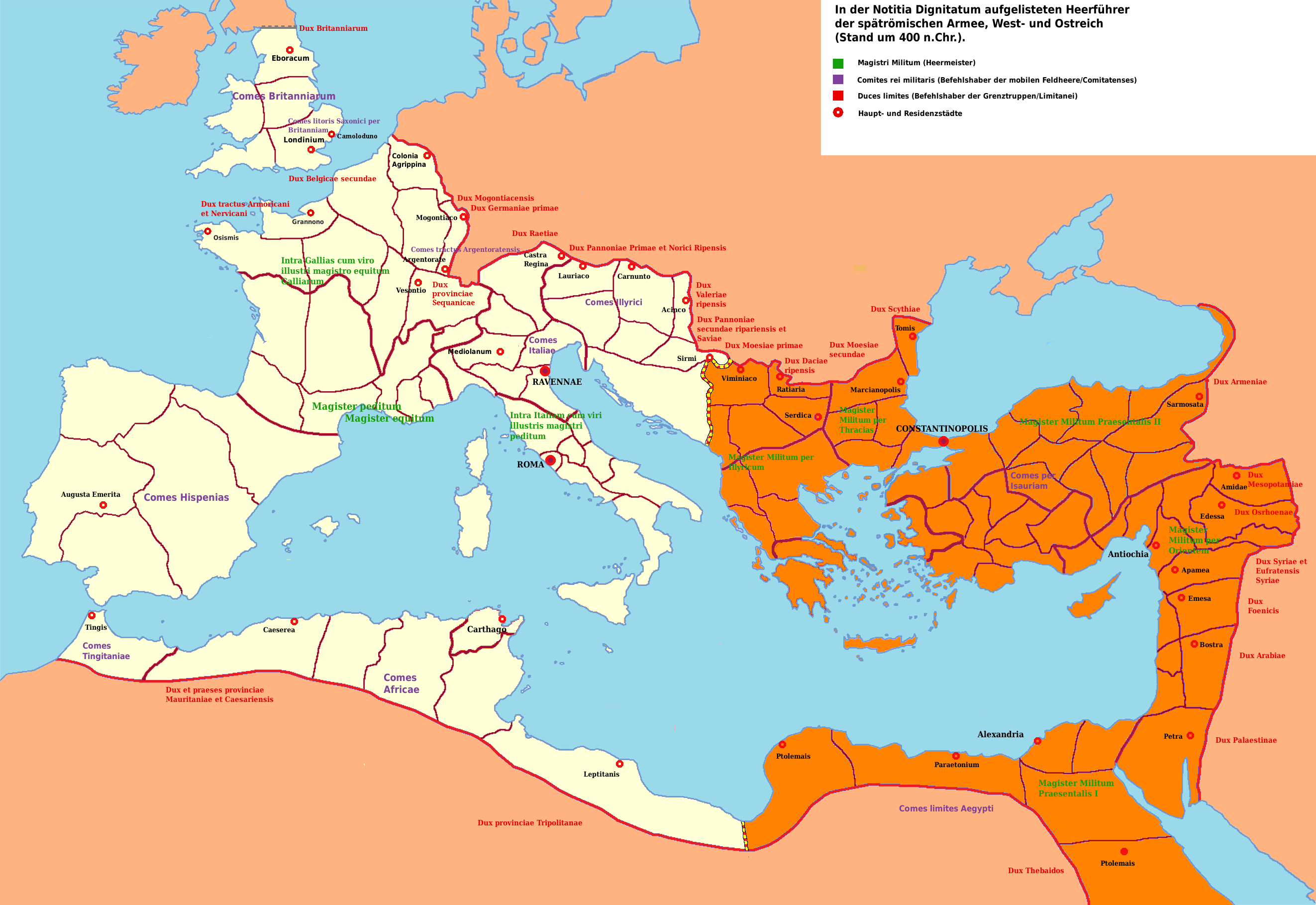
Heerführer der Comitatenses und Limitanei im 5. Jahrhundert n. Chr.

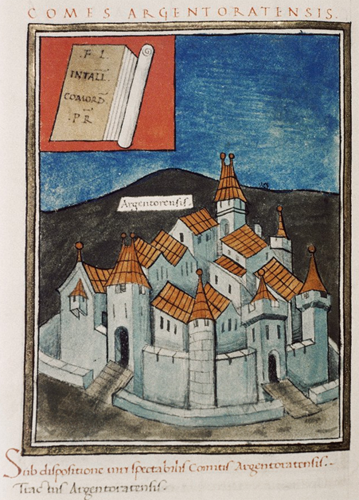
Notitia Dignitatum: Darstellung des Castrum Argentoratum als Symbol der Zuständigkeit des Comes für den Abschnitt des Rheinlimes in der Region um Argentorate

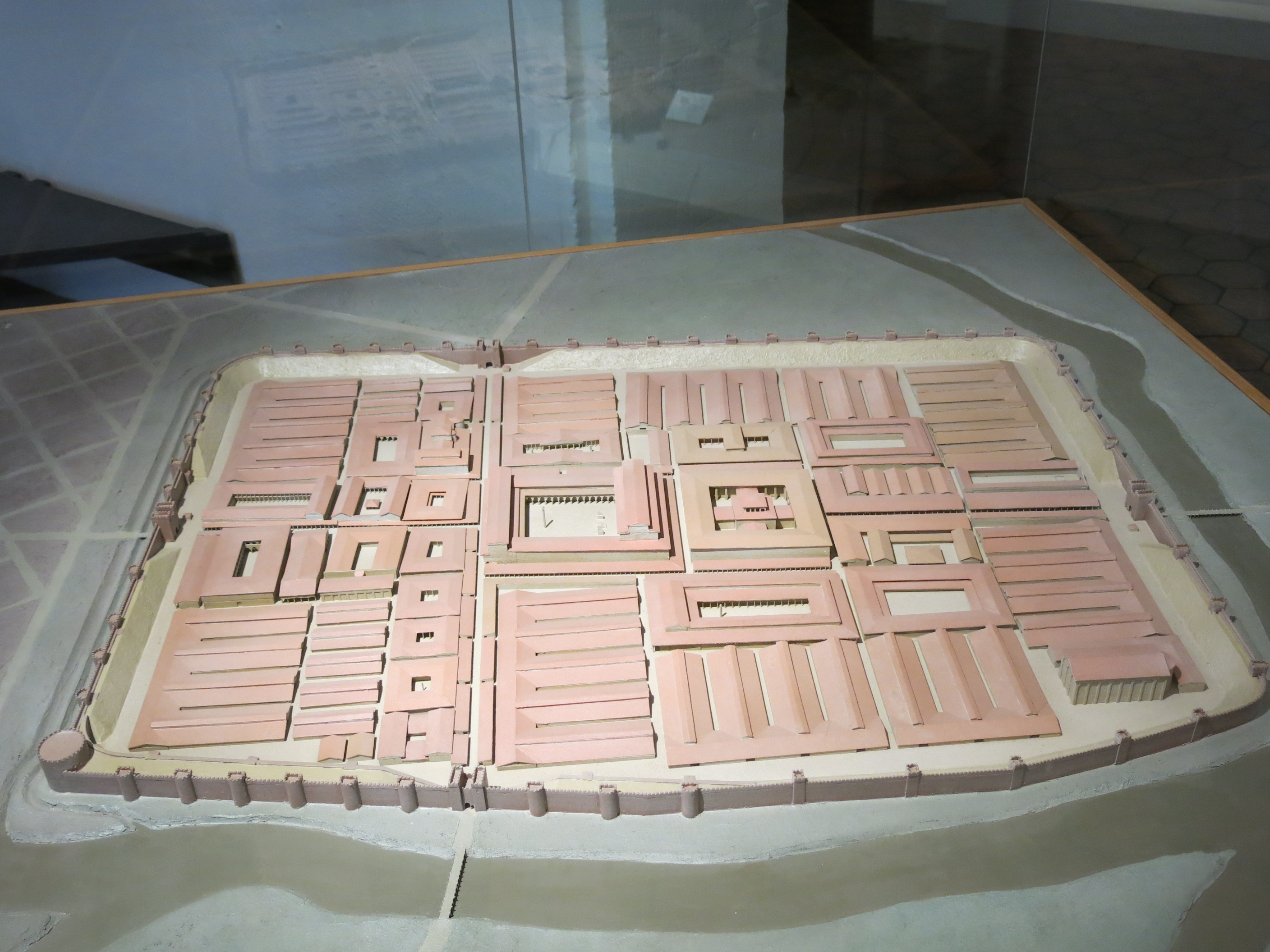
Modell des Legionslagers im 4. Jahrhundert (Archäologisches Museum Straßburg)

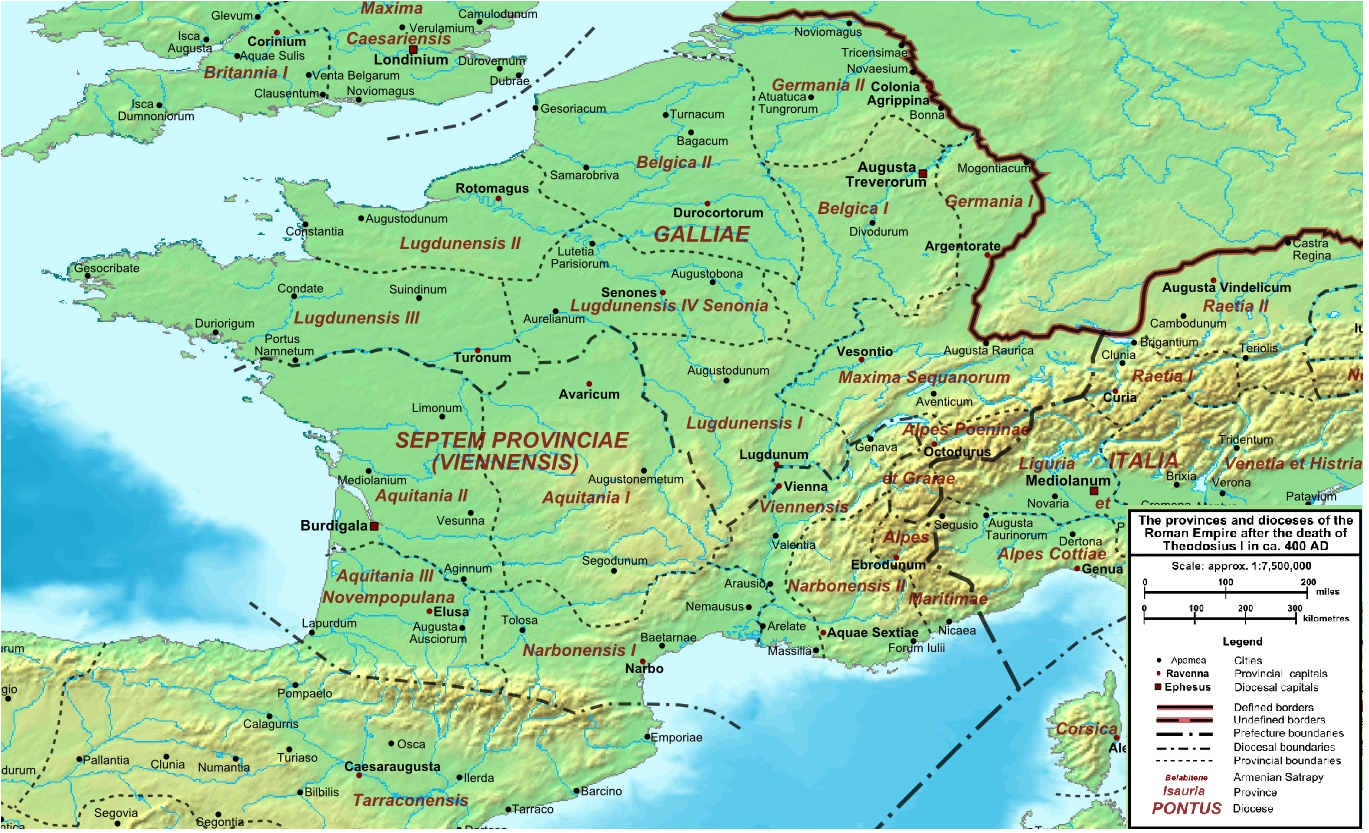
Die Provinzen der Diözese Gallien zu Beginn des 5. Jahrhunderts

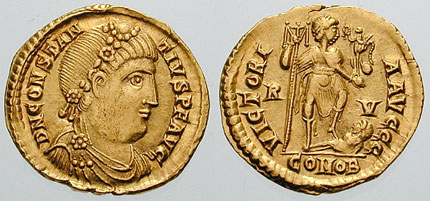
Münzporträt des Constantius

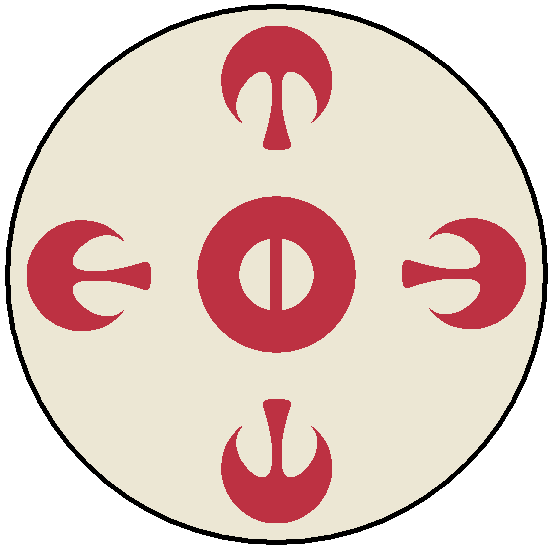
Schildbemalung der Octavani im frühen 5. Jahrhundert

Der Comes tractus Argentoratensis (wörtlich: „Graf des Straßburger Abschnittes“) war in der Spätantike Befehlshaber von mobilen Eingreiftruppen der weströmischen Armee, die entlang der Oberrheingrenze (Donau-Iller-Rhein-Limes), Diözese Gallien operierten.

## Definition, Funktion und Kommandobereich
Der Straßburger Comes ist nur aus der Notitia Dignitatum Occidentum bekannt. Der Comes und die Angabe seines Zuständigkeitsbereiches scheinen noch zusätzlich im Kapitel des Magister peditum auf. Der Titel Comes wurde in der Regel an Mitglieder der höchsten Rangklasse des Adels (vir spectabilis) bzw. die engsten Vertrauten des Imperators vergeben. In der spätrömischen Armee übertrug er sich dann auch auf die Kommandeure der mobilen Feldarmeen oder Offiziere, die mit zeitlich begrenzten Sonderkommandos betraut wurden (Comes rei militaris). Sein direkter Vorgesetzter war der Magister peditum praesentalis des Westens (OB der Infanterie).
Sein Verantwortungsbereich (Tractus) erstreckte sich im Wesentlichen auf die Region um das Legionslager Argentoratum (i. e. das heutige Straßburg und das Elsass), in der Provinz Germania I. In der Notitia wird er nicht als mehrere Städte oder Kastelle, sondern nur symbolisch als „Castrum Argentoratum“ dargestellt.

## Entwicklung
Eugen Ewig ist der Ansicht, dass die in der Notitia Dignitatum aufgelisteten Einheiten auf dem Gebiet der Provinz Germania I bei der Reorganisation der Rheingrenze durch Valentinian I. 369/370 in der Provinz stationiert wurden. Damals könnte vielleicht auch der Sprengel des Dux Germaniae primae in zwei neue Militärbezirke, der des Dux Mogontiacensis und des Comes Tractus Argentoratensis, aufgeteilt worden sein. Grund dafür waren interne Machtkämpfe bei den benachbarten Alamannen in den Jahren zwischen 354 und 379. Die Verwaltung des Mainzer Dux war nach der, unter dem Heermeister Stilicho eingeführten Richtlinien organisiert. Dies könnte auch bedeuten, dass diese Neugliederung erst auf seine Anordnung hin in den Jahren 396–398 umgesetzt wurde.
John Bagnell Bury vermutete, dass das Amt (comitativa) erst Anfang des fünften Jahrhunderts von Constantius III. (spätestens ab 413) eingerichtet wurde, der dem Westreich vor seiner Auflösung mit der Stabilisierung der Rheingrenze noch eine letzte Atempause verschaffen konnte. Die Ausgangslage für die Verteidigung Galliens hatte sich für die Römer nach dem verheerenden Barbareneinfall im Jahre 406 fundamental geändert. Ein Großteil der römischen Grenzschutzeinheiten der Germania prima war dabei von den Invasoren entweder vernichtet oder zersprengt worden. Möglicherweise konnten sich die noch kampffähigen Einheiten der römischen Rheinarmee danach nur mehr in den größeren Städten oder Legionslagern wie Argentoratum behaupteten. Die Reihen der gallischen Feldarmee wurden später aus Geldmangel mit Limitanei (als Pseudocomitatenses) oder germanischen Foederaten neu aufgefüllt. Constantius war gezwungen an einigen Grenzabschnitten, die bislang nur von den Limitanei gesichert worden waren, für längere Zeit mobile Einheiten zu stationieren. Die wohl einzige Möglichkeit um die Lücken des römischen Verteidigungssystems rasch wieder zu schließen. Der Comes übernahm dann, zusammen mit dem Dux Mogontiacensis, die Verteidigung des Abschnittes des entweder abgesetzten oder nicht mehr handlungsfähigen Dux der Germania prima. Die Straßburger comitativa bestand vermutlich bis zur Einsetzung des Magister Galliarum.
Nach Arnold H.M. Jones wurde die comitativa in der Zeit eingerichtet, als die kaiserliche Herrschaft am Oberrhein sich nach der o.e. Barbareninvasion nur noch auf die Maxima Sequanorum beschränkte. Argentoratum war nur noch ein vorgezogener Außenposten. Das Amt wurde vermutlich kurz nach Stilichos Tod eingerichtet und nach Einsetzung des Comes Illyrici und des Magister Galliarum wieder abgeschafft.

## Verwaltungsstab und Truppen
Im Gegensatz zu den Duces werden im Kapitel des Comes weder sein Verwaltungspersonal (Officium), Truppeneinheiten, deren kommandierende Offiziere oder Festungsstädte bzw. Kastelle, in denen sie stationiert waren, angegeben. Es hat den Anschein, dass es erst kurz vor der letzten Aktualisierung der westlichen Notitia eingefügt wurde. Was für eine Einrichtung des Amts im 5. Jahrhundert spricht. Es könnte aber auch ein Hinweis darauf sein, dass seine Truppen fixer Bestandteil der Armee des Magister peditum waren und daher auch von seinem Verwaltungsstab administriert wurden.
Welche Einheiten der Comes unter seinem Kommando hatte, ist mangels diesbezüglicher Schriftquellen unbekannt. Ein Teil der Legio VIII Augusta stand gegen Ende des 3. Jahrhunderts mit Sicherheit noch immer in Straßburg. Die Garnison des Lagers war ihm wahrscheinlich direkt unterstellt. Ihre Anwesenheit lässt sich durch Ziegelstempel bis zum frühen 4. Jahrhundert belegen. Ihr weiteres Schicksal nach der Mitte des 4. Jahrhunderts ist unklar. In der Notitia Dignitatum scheint von ihr nur eine im frühen 4. Jahrhundert zum Feldheer versetzte Vexillation, die Octavani, auf. Eine valentinianische Bauinschrift vom Hochrhein nennt zwar den Bautrupp einer leg(io) octa(va) [August?]anensium; hierbei ist aber nicht sicher, ob damit die Truppe des Feldheeres gemeint ist oder die Garnison des Straßburger Lagers – was im letzteren Falle auf deren Fortbestand über die Mitte des 4. Jahrhunderts hinaus hindeutet. Seit dem 4. Jahrhundert waren einzelne Vexillationen u. a. auch auf Lager am Niederrhein, in der Schweiz und in Italien verteilt worden. Die übrigen Einheiten des Comes dürften größtenteils in Kastellen im engeren Umkreis des Legionslagers (z. B. in Brumath, Zabern, Saarburg, Breisach) stationiert gewesen sein. Wie der Comes Italiae, der Comes Illyrici und der Comes Britanniarum kommandierte er ansonsten in seinem Abschnitt wohl ausschließlich Einheiten der mobilen Feldarmee (Comitatenses). Im 5. Jahrhundert unterstanden ihm vielleicht auch die Truppen des Dux der Provinz Sequania.
Die halbmondförmigen Embleme auf der Schildbemalung der Octavani erinnern an Rasenstecher (die lateinische Bezeichnung ist unbekannt) die von den Legionären beim Lagerbau verwendet wurden. Ein Exemplar konnte in Newstead, Schottland, ausgegraben werden. Es könnte sich dabei aber auch um pelteförmige Dekorationselemente handeln, die häufig in verschiedenen Variationen auf Tabula ansata's zu sehen sind. Solche Tabula ansata wurden seit dem Prinzipats auf die Schilde aufgemalt, um damit die Einheit identifizieren zu können, aber auch als Verzierung, wie mehrere Metopen am Tropaeum Traiani im rumänischen Adamclisi beweisen. Es wäre daher möglich, dass die Schildbemalung der Octavani auf solche Dekorationselemente zurückgehen. Ein ähnliches Motiv sieht man auf einem Schild, das von einem der Soldaten auf der sogenannten Brescia-Schatulle getragen wird, ein Elfenbeinkästchen aus dem 4. Jahrhundert.